# Ajax (Ontario)
Ajax (93,104 habitants l'any 2006) és un poble ubicat al Golden Horseshoe del sud d'Ontario, Canadà.
Ajax és part de l'Àrea Metropolitana de Toronto i del Municipi Regional de Durham. Està aproximadament a 25 kilòmetres a l'est de Toronto, a les ribes del llac Ontario, i està envoltat per la ciutat de Pickering a l'oest i al nord, i pel poble de Whitby a l'est.